# Callechelys catostoma
Callechelys catostoma är en fiskart som först beskrevs av Schneider, 1801.  Callechelys catostoma ingår i släktet Callechelys och familjen Ophichthidae. Inga underarter finns listade.